# Alekseï Zyguine
Alekseï Ivanovitch Zyguine (en russe : Алексей Иванович Зыгин), né le 11 avril 1896 dans l'oblast de l'armée du Don et mort le 23 septembre 1943 dans l'oblast de Poltava, est un lieutenant général soviétique.

## Biographie
Il est né le 11 avril 1896 dans le village de Bolchaïa Martynovka dans la région de Rostov. Il entre dans l'armée russe en 1915 comme commandant de compagnie durant la Première Guerre mondiale sur le front du Caucase. Après la Révolution de février 1917 il rejoint le régiment de Kara et dans l'Armée rouge en 1918. Durant la guerre civile il a commandé une brigade de cavalerie.
Après la guerre civile il devient commissaire de district et commandant militaire de Rostov-sur-le-Don. Il devient commandant d'un régiment d'infanterie dans la 85e division d'infanterie. En juillet 1937, le commandant la zone fortifiée. En juillet 1940 il commande la 174e division d'infanterie, 174e du district militaire de l'Oural.
Au début la Seconde Guerre mondiale il forme la 22e armée. Elle se bat dans la région de Nevel son armée est encerclé mais arrive à se retirer. 
En décembre 1941 il commande la 186e division et participe à la contre-offensive près de Moscou. En Juin 1942 il est nommé commandant de la 58e armée et en mars il commande la 39e armée durant la Batailles de Rjev (1942). 
Le 22 septembre 1943 il commande la 4e armée de la garde, remplaçant à ce poste Grigori Koulik, et participe à la Bataille du Dniepr. 
Le 26 septembre 1943, il se rend dans la zone d'action des troupes dans la région de Poltava. En chemin pour le poste de commandement situé à Borki dans le raïon de Velyka Bahatchka, lorsqu'il fait un détour afin d'inspecter un poste d'observation près du village Kiriakovka dans le Raïon de Hlobyne, sa voiture est frappée par une mine Allemande superposée avec une charge plus forte. Il meurt à l'âge de 47 ans. Il est enterré dans la ville de Poltava. En 1969, ses restes sont transférés au Poltava Mémorial de la Gloire du soldat.

## Hommages

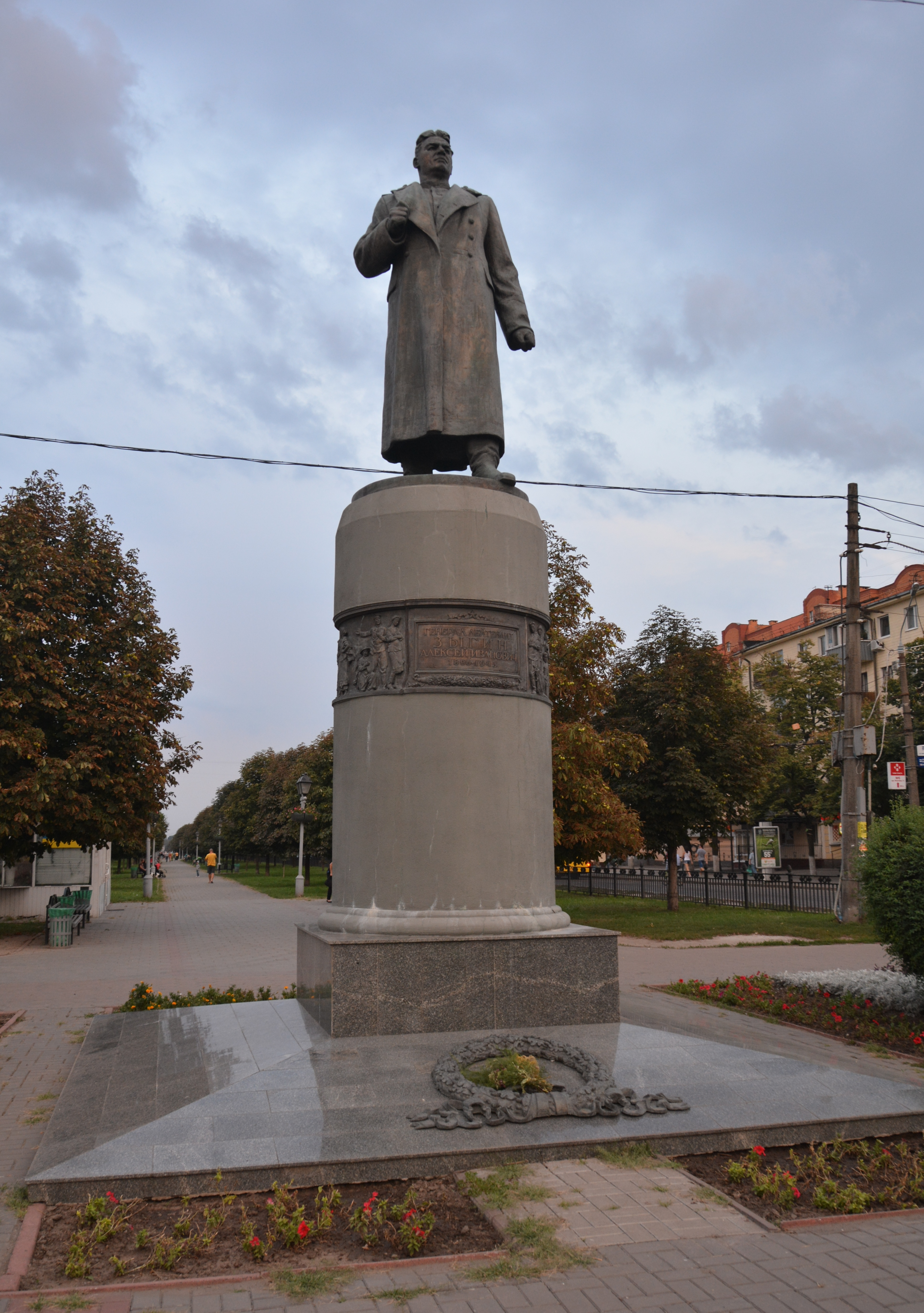
La place Zyguine avec monument à Poltava.

- Le nom de Zyguine porte l'une des rues de Polotsk.
- À Poltava le nom du général est donné à une rue et une place où en 1957 on lui a érigé le monument en bronze.
- Le 21 septembre 2011, à Polotsk, on a inauguré une plaque à l'effigie du général Zyguine.